# Klutmarks station
Klutmarks station är en tidigare småort i Skellefteå kommun, Västerbottens län belägen väster om Klutmark och söder om Skellefteälven i Skellefteå socken. 2015 hade folkmängden inom orten minskat till under 50 personer och småorten upplöstes.